# أندرو بيترز
أندرو بيترز (بالفرنسية: Andrew Peters)‏ (و. 1980  م) هو لاعب هوكي الجليد كندي، ولد في سانت كاثرينز، مركز لعبه هو جناح ‏.

## روابط خارجية
- أندرو بيترز على موقع دوري الهوكي الوطني (الإنجليزية)
- أندرو بيترز على موقع EliteProspects.com (الإنجليزية)
- أندرو بيترز على موقع HockeyDB.com (الإنجليزية)
- أندرو بيترز على موقع Hockey-Reference.com (الإنجليزية)